# Massariovalsa megalospora
Massariovalsa megalospora är en svampart som först beskrevs av Bernhard Auerswald, och fick sitt nu gällande namn av E. Müll. 1962. Massariovalsa megalospora ingår i släktet Massariovalsa och familjen Melanconidaceae.   Inga underarter finns listade i Catalogue of Life.